# Ministère des Finances (Russie)

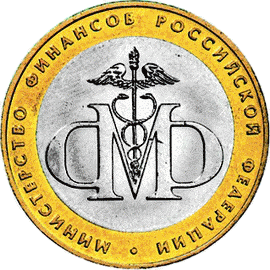
Sceau du ministère des Finances sur une pièce de monnaie.

Le ministère des Finances de la fédération de Russie (russe : Министерство финансов Российской Федерации), ou MinFin (Минфин России), est un ministère du gouvernement de la fédération de Russie, responsable de la politique et de la gestion financière en Russie.
Son siège se trouve au no 9 de la rue Ilinka à Moscou dans le district de Tver.
Anton Silouanov est l'actuel ministre des Finances depuis septembre 2011.

## Histoire
Le gouvernement du Trésor est institué par un décret impérial de Catherine II, le 24 octobre 1780, comme étant le Service d'expédition des revenus d'État, ce qui marque de fait le début du ministère des Finances en Russie.
Le manifeste de l'empereur Alexandre Ier, du 8 septembre 1802, marque le début du ministère des Finances sous cette appellation, ainsi que d'autres ministères.
Sous l'ère soviétique, le ministère des Finances regroupe le Trésor des républiques soviétiques, en particulier le ministère des Finances de la RSFSR. Ce dernier fait partie du conseil des ministères de la RSFSR et il est placé sous l'autorité du ministère des Finances soviétique sous le Conseil des ministres de l'URSS (nom officiel du gouvernement soviétique).
Après la dislocation de l'URSS, un décret du président de la fédération de Russie (à l'époque Boris Eltsine) du 11 novembre 1991 fusionne le ministère des Finances avec le ministère de l'Économie et le nouveau ministère prend le nom de ministère de l'Économie et des Finances de Russie. Le ministère des Finances de la RSFSR est supprimé le 15 novembre suivant et ses organisations transférées à ce nouveau ministère. Un décret présidentiel no 156 du 19 février 1992 le divise de nouveau : ministère de l'Économie et ministère des Finances.

## Structure

### Départements
- Département de l'administration et de la surveillance
- Département de la politique budgétaire et de la méthodologie
- Département de la politique ficale et des programmes douaniers
- Département de la dette d'État et des actifs financiers de l'État
- Département de la politique financière
- Département des budgets régionaux
- Département du réglementation du contrôle financier, de l'audit, de la comptabilité et des registres de l'État
- Département juridique
- Département de la politique budgétaire dans le domaine des forces militaires, des forces de l'ordre et de l'ordre de la défense de l'État
- Département administratif
- Département de la politique budgétaire dans le domaine du bien-être social et de la science
- Département de la politique budgétaire dans le domaine de l'administration de l'État, du service judiciaire et du service public
- Département du développement et de l'exécution du budget fédéral
- Département des relations financières internationales
- Département des technologies de l'information dans le domaine de la budgétisation et de la gestion des finances étatiques et locales
- Département de la politique budgétaire dans le domaine des transports, de la voirie, des ressources naturelles et de l'agriculture
- Département de la politique budgétaire dans le domaine de l'innovation, de l'industrie civile, de l'énergétique, de la communication et du partenariat public-privé

### Administrations subordonnées
- Service fédéral des impôts (en)
- Agence fédérale pour la gestion des biens de l'État (en)
- Trésor fédéral (en)
- Service fédéral des douanes
- Service fédéral de la réglementation du marché de l'alcool (en)
- Gokhran (en)
- Goznak (en)

## Ministres des Finances depuis 1990

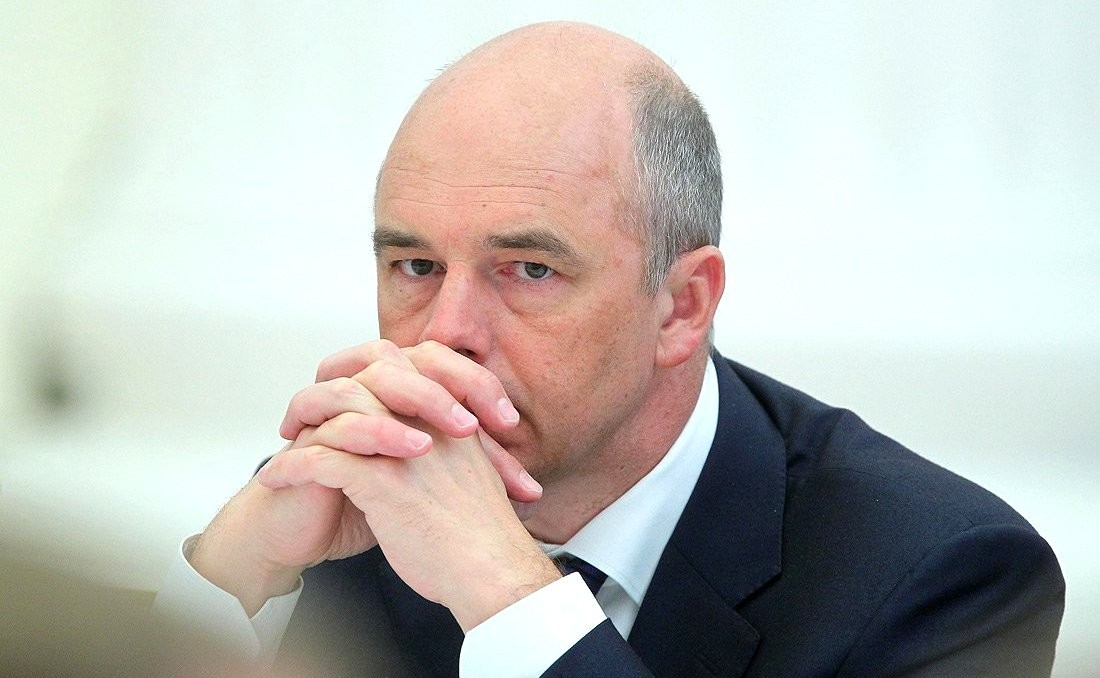
Anton Silouanov.

| №  | Nom                              | Date nomination                           | Date fin          |
| -- | -------------------------------- | ----------------------------------------- | ----------------- |
| 1  | Boris Fiodorov                   | 14 juillet 1990                           | 28 décembre 1990  |
| 2  | Igor Lazarev (ru)                | 28 décembre 1990                          | 11 novembre 1991  |
| 3  | Egor Gaïdar                      | 11 novembre 1991                          | 2 avril 1992      |
| 4  | Vassili Bartchouk (ru)           | 2 avril 1992                              | 25 mars 1993      |
| 5  | Boris Fiodorov                   | 25 mars 1993                              | 26 janvier 1994   |
|    | Sergueï Doubinine (ru) (interim) | 26 janvier 1994                           | 12 octobre 1994   |
|    | Andreï Vavilov (ru) (interim)    | 12 octobre 1994                           | 4 novembre 1994   |
| 6  | Vladimir Panskov (ru)            | 4 novembre 1994                           | 14 août 1996      |
| 7  | Alexandre Livchitz               | 14 août 1996                              | 17 mars 1997      |
| 8  | Anatoli Tchoubaïs                | 17 mars 1997                              | 20 novembre 1997  |
| 9  | Mikhaïl Zadornov                 | 20 novembre 1997                          | 25 mai 1999       |
| 10 | Mikhaïl Kassianov                | 25 mai 1999                               | 18 mai 2000       |
| 11 | Alexeï Koudrine                  | 18 mai 2000                               | 26 septembre 2011 |
| 12 | Anton Silouanov                  | 27 septembre (interim) / 16 décembre 2011 | —                 |

## Ministres des Finances de la Russie impériale
- Liste des ministres des Finances de la Russie impériale